# Ethel Armitage
Ethel Armitage, född 21 juni 1873, död 17 oktober 1957, var en brittisk bågskytt. Hon deltog vid olympiska sommarspelen 1908.